# Westfalen
Westfalen ngày nay là vùng đông bắc của bang Nordrhein-Westfalen, chủ yếu bao gồm lãnh thổ của tỉnh Phổ cũ Westfalen. Về lịch sử, ngôn ngữ và văn hóa, khu vực văn hóa Westfalen, lãnh thổ cư trú của bộ tộc Westfalen, ngoài ra còn bao gồm công quốc Bentheim và vùng Osnabrück hiện nay thuộc bang Niedersachsen và các khu vực phía nam của Oldenburger Münsterland và Emsland. Tiếng Westfälisch là một trong các phương ngữ Niedersachsen (tiếng địa phương).

## Địa lý

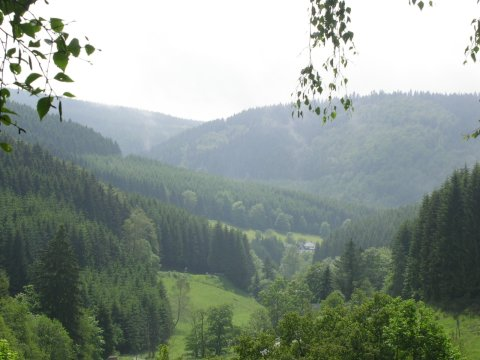
Phong cảnh dãy núi ở Sauerland

Hiện tại khoảng 8,2 triệu người sống ở Westfalen với diện tích 21.427 km², ở các khu vực Münsterland, Tecklenburger Land, Đông Westfalen, Hellweg Börde, Sauerland, Wittgensteiner Land và Siegerland cũng như vùng Ruhr thuộc Westfalen. Các vùng Westfalen của Sauerland, Siegerland và Wittgenstein được gọi chung là Südwestfalen.
Về ngôn ngữ và truyền thống xây cất, Westfalen, ngoài phần cực nam của nó, thuộc về miền Bắc nước Đức. Hàng thế kỷ liên hệ với tổng giáo phận Köln, mà hầu hết các khu vực theo đạo Công giáo và bang Nordrhein-Westfalen liên kết với Rheinland, miền Tây nước Đức. Vì vậy Westfalen đặc biệt thường được xem là thuộc vùng Tây Bắc Đức. Vùng này cũng bao gồm Niedersachsen và Bremen.

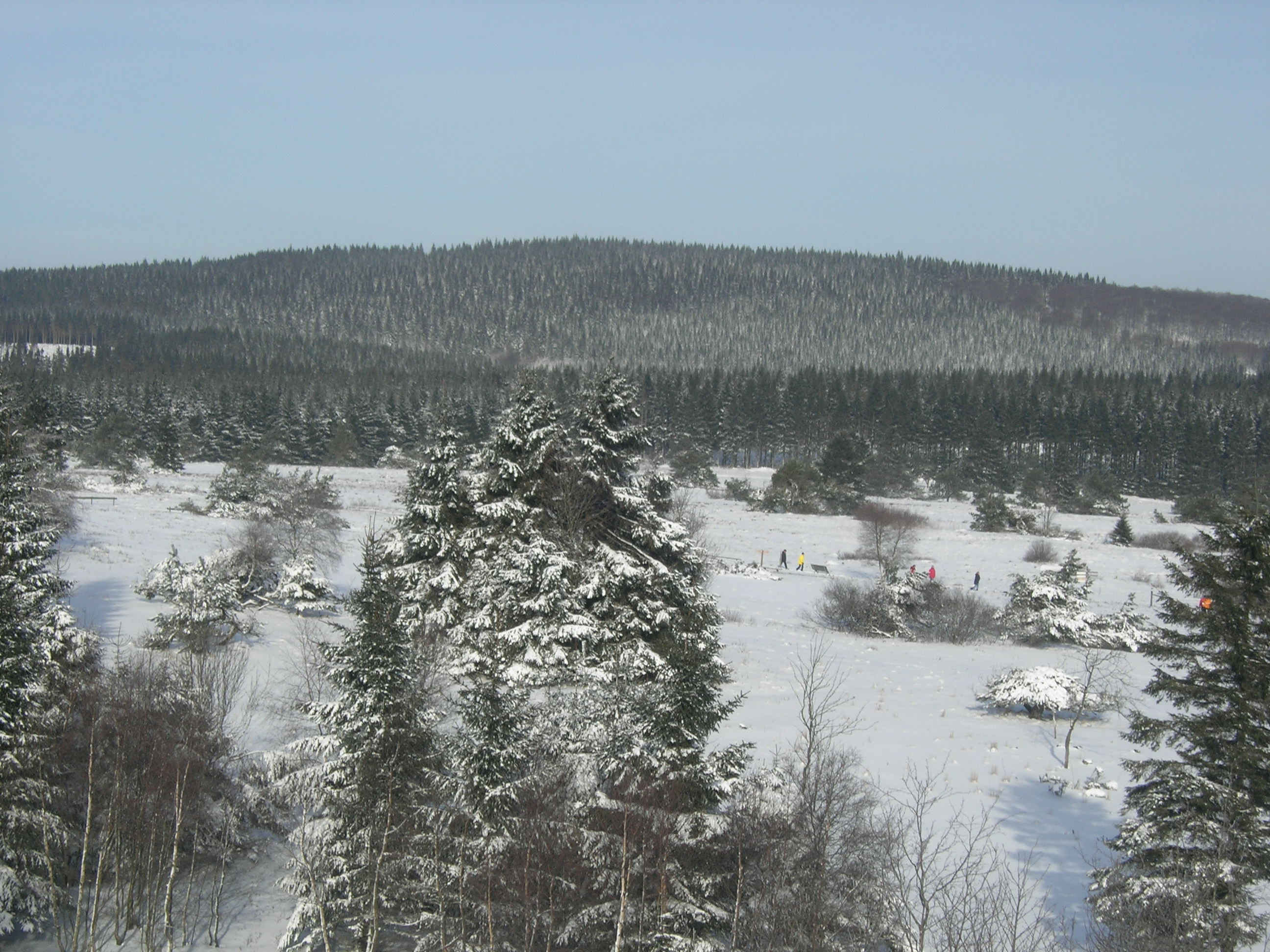
Langenberg, ngọn núi cao nhất ở Westfalen